# Chevresis-Monceau
Chevresis-Monceau é uma comuna francesa na região administrativa de Altos da França, no departamento de Aisne. Estende-se por uma área de 16,85 km². Em 2010 a comuna tinha 359 habitantes (densidade: 21,3 hab./km²).